# Nybble (Kristinehamn)
Nybble is een plaats in de gemeente Kristinehamn in het landschap Värmland en de provincie Värmlands län in Zweden. De plaats heeft 161 inwoners (2005) en een oppervlakte van 40 hectare.